# Forza di mortalità
La forza di mortalità (nota anche come tasso istantaneo di mortalità) è una grandezza della matematica attuariale che si ottiene calcolando il limite per h che tende a zero del quoziente di mortalità.
Per definizione, è noto che la probabilità affinché una testa di età x muoia entro l'età x+dx è data da:
{\displaystyle \mu dx={\frac {l(x)-l(x+dx)}{l(x)}}=-{\frac {l(x+dx)-l(x)}{l(x)}}}
Se per ipotesi si considera {\displaystyle \ l(x)} derivabile e con derivata prima continua, è possibile, commettendo un errore a meno di infinitesimi di ordine superiore a dx, approssimare l'incremento a numeratore con il differenziale della funzione  {\displaystyle \ l(x)}, pari a  {\displaystyle \ l'(x)} {\displaystyle \ dx}.
Quindi:
{\displaystyle \mu dx=-{\frac {l'(x)}{l}}\cdot dx}
dove:
{\displaystyle \mu =-{l'(x) \over l(x)}=-{d \over dx}\log l(x)}
Il significato della seguente espressione è fondamentale: commettendo un errore a meno di infinitesimi di ordine superiore a dx, la probabilità di morire entro un intervallo dx è proporzionale a dx.
Dalla forza di mortalità si può agevolmente passare alla legge di sopravvivenza {\displaystyle \ l_{x}}. 
Infatti, integrando l'equazione precedente in un intervallo compatto [0,x] si ottiene:
{\displaystyle [\log l]_{0}^{x}=-\int _{0}^{x}{\mu dt}}
Sfruttando le proprietà dei logaritmi, si può riscrivere l'equazione come:
{\displaystyle \log {\frac {l}{l_{0}}}=-\int _{0}^{x}{\mu dt}}
E quindi:
{\displaystyle l_{x}=l_{0}\mathrm {e} ^{-\int _{0}^{x}{\mu dt}}}